# Катериновка (Черниговская область)
Катери́новка (укр. Катеринівка) – село, расположенное на территории Бобровицкого района Черниговской области (Украина).

## История
Все прилегающая к селу земля принадлежала воронковскому помещику С. Кочубею. Собственность именовалась аналогично: кочубеевщина. В 1860-е гг. Кочубей выделил земельные паи трём родственникам: Александре, Екатерине и Лидии, где они организовали хозяйства. В конце XIX века, когда начались селянские восстания, эти земли были выставлены на продажу селянам. Эти земли постепенно заселялись выходцами из других сёл. Так образовались села Александровка, Екатериновка и Лидино.